# Åmål (stad)
Åmål is de hoofdstad van de gemeente Åmål in het landschap Dalsland en de provincie Västra Götalands län in Zweden. De stad heeft 9380 inwoners (2005) en een oppervlakte van 758 hectare.

## Stad
Åmål verkreeg op 1 april 1643 stadsrechten van koningin Christina I van Zweden. Het is gelegen aan Åmålviken (baai van Åmål), een randmeer van Dalbosjön, dat weer een randmeer is van het Vänermeer. Het stadje wordt door midden gesneden door een klein riviertje, dat het water afvoert uit een merengebied ten westen van het stadje, waaronder het meertje Kalven.

## Verkeer en vervoer
Bij de plaats lopen de E45 en Länsväg 164.
De plaats heeft een station aan de spoorlijn Göteborg - Kil.

## Trivia
De stad verwierf enige bekendheid door de film Fucking Åmål (1998) van regisseur Lukas Moodysson. De film gaat over een relatie tussen twee tienermeisjes in een saai provinciestadje. De film is weliswaar in Åmål gesitueerd maar werd opgenomen in Trollhättan.